# Късоопашат сцинк
Късоопашатите сцинкове (Tiliqua rugosa), наричани също шишаркогърби гущери, са вид влечуги от семейство Сцинкови (Scincidae).
Разпространени са в полупустинни и пустинни райони в южната, източната и западната част на Австралия. Достигат 26 – 31 сантиметра дължина на тялото без опашката, която е къса и наподобява по форма главата. Хранят се с мекотели, насекоми, мърша и растителна храна.
Чифтосват се за цял живот.
В Наредба на министъра на околната среда и водите са посочени минималните изисквания за отглеждане на късоопашатите сцинкове в зоологически градини и центрове за отглеждане и размножаване на защитени видове животни в България – терариум с размери 6 м × 4 м × 3 м, основна температура между 22 и 28 °С и наличие на скривалища, от които поне едно да е влажно.